# Acrioceras
Acrioceras (лат.) — вымерший род головоногих моллюсков из подкласса аммонитов (Ammonoidea).

## Описание
Шпиль из одной или двух свободно закрученных мутовок, за которым следует короткий или длинный, прямой или изогнутый стержень, крюк на заднем конце и короткий и/или длинный конечный стержень. Рёбра, как правило, тонкие и небугорчатые, но иногда главные рёбра увеличены и покрыты бугорками в количестве от одного до трёх. На шпиле или стержне рёбра одиночные, но могут ответвляться от пупочных бугорков на крюке и конечном стержне. Задняя часть раковины имеет тенденцию становиться плоской, а дорсолатеральный край становится угловатым на стержне и крючке.

## Распространение
- Формация Баррем, Брестак, Болгария
- Формация Оно[англ.], Калифорния
- Формация Пайя[англ.], Колумбия
- Барремский Прованс, Франция
- Грузия
- Формация Сабуэй[англ.], Германия
- Формация Майолика, Италия
- Формации Исидо и Инагоэ, Япония
- Формация Сан-Лукас[англ.], Мексика
- Формация Табулуар, Марокко
- Готеривский ярус, Словакия
- Формация Макатини, Южная Африка
- Готеривская Мурсия, Испания